# پتره دومیترسکو
پتر دومیترسکو (انگلیسی: Petre Dumitrescu; ۱۸ فوریهٔ ۱۸۸۲ – ۱۵ ژانویهٔ ۱۹۵۰) یک ژنرال رومانیایی در طول جنگ جهانی دوم بود که ارتش سوم رومانیایی را در نبرد علیه ارتش سرخ در جبهه شرقی رهبری کرد.